# Обарање америчких авиона 1946.
Обарање америчких авиона из августа 1946. је био инцидент са почетка Хладног рата када је Југословенско ратно ваздухопловство оборило два америчка авиона која су повредила југословенски ваздушни простор изнад НР Словеније. Напета ситуација је смирена након договора маршала Тита и америчког амбасадора Патерсона да се породицама погинулих америчких авијатичара исплати новчана одштета, а Американци су престали да надлећу Југославију.

## Позадина
После завршетка Другог светскот рата САД су у Европи задржале око 200.000 својих војника на територијама земаља некадашњих чланица Сила Осовине (у Немачкој, Аустрији и Италији). За одржавање логистичких веза међу својим базама ослањали су се на авионе Даглас C-47. Амерички пилоти су летели најкраћим путем између америчких база у Италији и Аустрији, што је значило повређивање југословенског ваздушног простора.
Са друге стране, Југословенска армија је била сила наоружана модерним совјетским, британским и заплењеним немачким наоружањем. У арсеналу Југословенске армије налазио се и модерни ловац Јак-3.
Односи између САД и Југославије су били затегнути. Југославија је подржавала комунисте у Грчком грађанском рату и држала део своје војске у Албанији. Западни савезници нису изручили Југославији велики део квинслишких снага (усташа, љотићеваца и четника), а неколицину је америчка обавештајна служба заврбовала да раде у њихову службу ради заустављања експанзије комунизма.
Американци се нису обазирали на југословенске протесте, већ су наставили да прелећу преко Словеније. Тито и југословенско војно руководство су почетко августа донели одлуку да се Англоамериканцима покаже да је Југославије озбиљна у намери да не дозволи даље прелете, и да се страни авиони присиле на повлачење или да се обори ако се оглуши о упозорења. Стога је 254. ловачки пук из састава Треће ловачке дивизије из Новог Сада 3. августа прекомандован у Љубљану.
Југословенски ловци Јак-3 су 9. августа пратили амерички Даглас C-47 и дали му до знања да их следи ван југословенског ваздушног простора. Амерички авијатичари нису поступили према упозорењу ловаца, па је ловцима наређено да пуцају испод америчког авиона. Амерички авион и даље није скренуо са свог пута, па је југословенским ловцима наређено да га оборе. Амерички пилот је успео да авион принудно спусти у близини Крања. Овом приликом је рањен један члан посаде и један капетан турске војске који се налазио у авиону. Турчин је пребачен у болницу, а трочлана посада и четири путника су одведени на саслушање.
Десет дана касније, 19. августа је оборен и други амерички авион.